# 棉蘭老鼠屬
棉蘭老鼠屬（学名：Anonymomys），哺乳綱、囓齒目、鼠科的一屬，而與棉蘭老鼠屬（棉蘭老鼠）同科的動物尚有姬鼠屬（日本姬鼠）、菲律賓家鼠屬（菲律賓家鼠）、新幾內亞大鼠屬（新幾內亞大鼠）、蹊鼠屬（扎伊爾蹊鼠）等之數種哺乳動物。

## 下属物种
本属包括以下物种：
- 棉蘭老鼠 Anonymomys mindorensis Musser, 1981